# 益阳东站
益阳东站位于湖南省益阳市赫山区银城大道，是石长铁路及益湛铁路的接轨站。车站由广州局集团长沙车务段管辖，目前仅办理货运业务。车站随石长铁路建于1998年投用，2004年通车的益湛铁路益娄段于本站出岔。
车站有5条股道；货场占地面积52000平方米，设有散堆装货物、集装箱及快运、成件货物作业区3条货物线，货场到发货物以粮食、化肥、河沙、纸浆为主。